# Зупчаста пумпа
Зупчаста пумпа је пумпа која ради на принципу покретања зупчаника. Састоји се од два зупчаника која су смештена у кућишту пумпе. Један зупчаник је погонски, и добија погон од погонског уређаја (најчешће електромотор), а други зупчаник је погоњен. Зупчаници су међусобно спрегнути, те се окрећу зависно један о другом. Размак између кућишта и врха озубљења је довољно велико да се зупчаници несметано окрећу у кућишту, да би се спречило струјање течности између кућишта и озубљења. Ово је једна од најчешће употребљаваних изведби пумпи, која има врло широку примену, посебно при пребацивању вискознијих течности.

## Принцип рада
Претпоставимо да је на слици десно плави зупчаник погонски. Погонски уређај га врти у смеру казаљке на сату. својим окретањем он врти љубичасти, погонски зупчаник у обрнутом смеру, тј. обрнуто од казаљке на сату. Уколико се у простору на левој страни налази нека течност она ће ући и у простор између кућишта и зупчаника. Својим окретањем, зупчаници ће пребацити ту количину текућине на другу страну, одакле се неће моћи вратити,јер су зупчаници у спрегу у средини и течност туда неће моћи пролазити. На левој страни ће услед одузимања течности настати потпритисак, а на десној страни пумпе надпритисак. 

## Врсте зупчастих пумпи
Уопштено говорећи, постоје два главна типа зупчастих пумпи, оба приказана на сликама, а то су:
- Пумпа с спољним озубљењем
- Пумпа с унутрашњим озубљењем
Први тип пумпе има спољно озубљење на оба зупчаника, а код другог типа, један има спољно, а други унутрашње озубљење. Осим по изведби, ова два типа се разликују и по количини флуида за коју се изводе. Тип зупчасте пумпе с спољним озубљењем се изводи за све количине флуида и све брзине обртања, од најмање, до највеће, док се пумпа с унутрашњим озубљењем изводи само за мање количине и мањи број окретаја.

## Карактеристике
Зупчасте пумпе уопште одликује једноставност изведбе и поузданост у раду. Због малог броја делова нису подложне кваровима, осим у случајевима када служе за црпљење медија са абразивним нечистоћама. У том случају, може доћи до трошења кућишта и/или зупчаника, те повећања зазора између њих. То доводи до смањења капацитета пумпе, те, на крају, и до престанка рада. Због тог разлога, готово увек се на усисној страни зупчасте пумпе налази уграђен филтер.
Релативно су малих димензија, самоусисне су, могу радити на разним окретајима и са разним медијима, имају знатну висину домета (до 500 м). Највећа примена ових пумпи је за црпљење разних вискознијих течности као што је нафта, разне врсте уља,...Доток им је континуиран и равномјеран па се често употребљавају као пумпе уља код мотора с унутрашњим сагоревањем.
Материјал за зупчанике је челик за цементирање, а за кућиште Сиво гвожђе, те разне легуре.

## Такође погледајте
- Пумпа
- Центрифугална пумпа
- Клипна пумпа
- Пропелерна пумпа